# سفيند لومهولت
سفيند لومهولت (بالإنجليزية: Svend Lomholt)‏ (ولد في 18 أكتوبر 1888 - 17 يوليو 1949) طبيب بيطري دانمركي وأخصائي أمراض جلدية.
نشر عددًا من المجلات عن أعماله في عام 1924، نشر تقريرًا في المعهد الجامعي للفيزياء النظرية ومعهد المرضية ومستشفى البلدية في كوبنهاجن عن التركيب المعدني للقوارض ومخلوقات أخرى.

## العائلة
كان متزوجا من ماري كيرستين سيغمفيلد حتى وفاتها في عام 1920، كانت ابنته كيرستن أوكن (1913-1968) سياسية دنماركية وكذلك أحفاده مارغريت أوكن وسفند أوكن.

## وصلات خارجية
- Biochem. J. (1924) 18, 693-0 - Lomholt Svend - Investigations into the Circulation of Some Heavy Metals in the Organism (Mercury, Bismuth and Lead). at www.biochemj.org